# Sharlene Martin
Sharlene Martin est une actrice canadienne née à Vancouver.
Elle est la mère de l'acteur-musicien canadien Alexander Ludwig.

## Filmographie
- 1987 : Possession : Madeline
- 1989 : Vendredi 13 - chapitre VIII : Tamara Mason
- 1991 : Pure Luck : Infermière
- 1991 : Mystery Date : Suzette
- 1992 : Cafe Romeo : Blonde à la fête
- 1992 : The Comrades of Summer : Connie
- 1993 : Breaking Point : Joanne
- 1994 : Double Cross : Sharyn
- 1998 : Hoods : Lorrie
- 2008 : Smallville (S7.Ep10) : Grace